# Hope You Like It
Hope You Like It är ett album av Geordie, släppt 1973.

## Låtlista
1. Keep On Rockin (3:22)
2. Give You Till Monday (4:00)
3. Hope You Like It (3:42)
4. Don't Do That (3:14)
5. All Because Of You (2:54)
6. Old Time Rocker (3:24)
7. Oh Lord (5:10)
8. Natural Born Loser (4:16)
9. Strange Man (3:33)
10. Ain't It Just Like A Woman (3:57)
11. Geordie's Lost His Liggie (3:39)
12. Can You Do It (3:16)
13. Electric Lady (3:01)
14. Geordie Stomp (2:47)
15. Black Cat Woman (3:19)